# 2019년 일본 프로 야구 올스타전
2019년 일본 프로 야구 올스타전은 2019년 7월 12일과 7월 13일에 열린 일본 프로 야구의 올스타전 경기이다.

## 개요
전년도에 이어 3년 연속 마이나비의 특별 협찬으로 ‘마이나비 올스타 게임 2019’(マイナビオールスターゲーム2019)라는 이름으로 개최된다. 작년과 마찬가지로 두 차례의 경기가 열렸으며 또한 전 경기 모두 지명타자제가 채택됐다.

## 일정
- 1차전 : 7월 12일

도쿄 돔(19시 07분에 시작, 2015년 1차전 이후 4년 만에 개최)
- 2차전 : 7월 13일

한신 고시엔 구장(18시 34분에 시작, 2014년 2차전 이후 5년 만에 개최)
1. 금년도에는 두 경기 모두 센트럴 올스타팀의 홈 경기로 치러졌으며 1루 측(퍼시픽 올스타팀은 3루쪽이며 원정팀으로 취급)을 사용했는데 이 경우는 2015년 이후 4년 만이다. 더 나아가 도쿄 돔 → 한신 고시엔 구장 순으로 개최되는 것은 처음[2]이다.
2. 2차전은 우천으로 인한 예비일로서 7월 14일에 치러질 예정이었다.[3]

## 특별 행사
- 홈런 더비
- 야구 전당 헌액식(1차전 시작 전)

참석자 : 다쓰나미 가즈요시(선수 부문 헌액자), 곤도 히로시(전문가 부문 헌액자)

## 출장 선수
| 범례 - 굵은 글씨 : 팬 투표에 의한 출장 - ※ : 선수간 투표에 의한 출장 - ☆ : 플러스 원 투표에 의한 출장 - ▲ : 출장 사퇴 선수 발생에 의한 보충 선수 - 그 외에는 감독 추천에 의한 출장 |

| 센트럴 리그 | 센트럴 리그        | 센트럴 리그 | 센트럴 리그 |
| ----------- | ------------------ | ----------- | ----------- |
| 감독        | 오가타 고이치      | 히로시마    |             |
| 코치        | 오가와 준지        | 야쿠르트    |             |
| 코치        | 하라 다쓰노리      | 요미우리    |             |
| 선발 투수   | 오세라 다이치※     | 히로시마    | 2           |
| 중간 계투   | P. 존슨            | 한신        | 첫 출장     |
| 마무리 투수 | 야마사키 야스아키  | DeNA        | 5           |
| 투수        | 도코다 히로키      | 히로시마    | 첫 출장     |
| 투수        | G. 프란수아        | 히로시마    | 첫 출장     |
| 투수        | 이시야마 다이치    | 야쿠르트    | 3           |
| 투수        | S. 맥고프          | 야쿠르트    | 첫 출장     |
| 투수        | 야마구치 슌        | 요미우리    | 4(1)        |
| 투수        | 스가노 도모유키    | 요미우리    | 7           |
| 투수        | 이마나가 쇼타      | DeNA        | 첫 출장     |
| 투수        | 야나기 유야        | 주니치      | 첫 출장     |
| 투수        | 후지카와 규지      | 한신        | 9           |
| 투수        | 아오야기 고요      | 한신        | 첫 출장     |
| 포수        | 우메노 류타로※     | 한신        | 2           |
| 포수        | 아이자와 쓰바사    | 히로시마    | 3           |
| 포수        | 나카무라 유헤이    | 야쿠르트    | 5           |
| 포수        | 하라구치 후미히토☆ | 한신        | 2           |
| 1루수       | 오카모토 가즈마    | 요미우리    | 2           |
| 1루수       | J. 로페즈※         | DeNA        | 3           |
| 2루수       | 야마다 데쓰토※     | 야쿠르트    | 5           |
| 3루수       | 무라카미 무네타카  | 야쿠르트    | 첫 출장     |
| 3루수       | 다카하시 슈헤이※   | 주니치      | 첫 출장     |
| 유격수      | 사카모토 하야토※   | 요미우리    | 11          |
| 내야수      | 기쿠치 료스케      | 히로시마    | 6           |
| 내야수      | 교다 요타          | 주니치      | 첫 출장     |
| 외야수      | 스즈키 세이야※     | 히로시마    | 4           |
| 외야수      | 지카모토 고지      | 한신        | 첫 출장     |
| 외야수      | 쓰쓰고 요시토모※   | DeNA        | 5           |
| 외야수      | 마루 요시히로※     | 요미우리    | 6           |
| 외야수      | 가미자토 가즈키    | DeNA        | 첫 출장     |

| 퍼시픽 리그 | 퍼시픽 리그       | 퍼시픽 리그 | 퍼시픽 리그 |
| ----------- | ----------------- | ----------- | ----------- |
| 감독        | 쓰지 하쓰히코     | 세이부      |             |
| 코치        | 구도 기미야스     | 소프트뱅크  |             |
| 코치        | 구리야마 히데키   | 닛폰햄      |             |
| 선발 투수   | 센가 고다이※      | 소프트뱅크  | 3           |
| 중간 계투   | 미야니시 나오키   | 닛폰햄      | 3           |
| 마무리 투수 | 마쓰이 유키       | 라쿠텐      | 3           |
| 투수        | 다카하시 고나     | 세이부      | 첫 출장     |
| 투수        | 히라이 가쓰노리   | 세이부      | 첫 출장     |
| 투수        | 다카하시 레이     | 소프트뱅크  | 첫 출장     |
| 투수        | 아리하라 고헤이   | 닛폰햄      | 2           |
| 투수        | 야마오카 다이스케 | 오릭스      | 2           |
| 투수        | 야마모토 요시노부 | 오릭스      | 2           |
| 투수        | 후타키 고타       | 지바 롯데   | 2           |
| 투수        | 미마 마나부       | 라쿠텐      | 2           |
| 투수        | 마스다 다쓰시▲    | 세이부      | 2           |
| 포수        | 모리 도모야※      | 세이부      | 3           |
| 포수        | 가이 다쿠야       | 소프트뱅크  | 2           |
| 1루수       | 야마카와 호타카※  | 세이부      | 2           |
| 2루수       | 아사무라 히데토※  | 라쿠텐      | 7           |
| 3루수       | B. 레어드         | 지바 롯데   | 3           |
| 3루수       | 마쓰다 노부히로※  | 소프트뱅크  | 9(1)        |
| 유격수      | 이마미야 겐타※    | 소프트뱅크  | 5           |
| 내야수      | 스즈키 다이치     | 지바 롯데   | 5           |
| 내야수      | 모기 에이고로     | 라쿠텐      | 2(1)        |
| 내야수      | 긴지              | 라쿠텐      | 2           |
| 내야수      | 겐다 소스케▲      | 세이부      | 3           |
| 외야수      | 아키야마 쇼고※    | 세이부      | 5           |
| 외야수      | 요시다 마사타카※  | 오릭스      | 2           |
| 외야수      | 야나기타 유키     | 소프트뱅크  | 6           |
| 외야수      | 니시카와 하루키※  | 닛폰햄      | 2           |
| 외야수      | 오기노 다카시     | 지바 롯데   | 2(1)        |
| 외야수      | 오타 다이시☆      | 닛폰햄      | 2(1)        |
| 외야수      | Y. 그라시알▲      | 소프트뱅크  | 첫 출장     |
| 지명타자    | 곤도 겐스케       | 닛폰햄      | 3(1)        |
| 지명타자    | A. 데스파이그네※  | 소프트뱅크  | 3           |

- 숫자는 출장 횟수를 뜻하며 괄호 안에 있는 숫자는 상기 횟수 가운데 부상 때문에 출전하지 못한 횟수.

1. ↑  인플루엔자(B형) 확진 판정으로 출전을 포기했으며 이시야마를 대체할 선수로서 맥거프가 선출됐다.[4]
2. ↑  우반막양근건 일부가 손상된 것에 의한 부상 때문에 출전을 포기했으며 이마미야를 대체할 선수로서 마스다가 선출됐다.[5]
3. ↑  좌반막양근건 손상(근육 파열)에 의한 부상 때문에 출전을 포기했으며 야나기타를 대체할 선수로서 그라시알이 선출됐다.[5]
4. ↑  요부주위근 근좌상에 의한 부상 때문에 출전을 포기했으며 오타를 대신하여 플러스 원 투표에서 2위를 기록한 겐다가 선출됐다.[5]

더욱이 사퇴한 선수는 부상 여부에 상관 없이 야구 협약 86조에 의해 올스타전 종료 후 후반기 시작 시점부터 10경기 동안 선수 등록이 불가능하다. 단, 등록 말소 중인 선수는 말소 기간 중의 경기 수를 10경기에서 빠져나간다.
(출처:)

## 올스타전 경기 결과

### 1차전

#### 스코어
| 팀 | 1 | 2 | 3 | 4 | 5 | 6 | 7 | 8 | 9 | R | H | E |
| 퍼시픽 | 0 | 2 | 0 | 0 | 0 | 2 | 0 | 0 | 2 | 6 | 9 | 1 |
| 센트럴 | 0 | 0 | 0 | 1 | 0 | 0 | 0 | 0 | 2 | 3 | 9 | 0 |
| 승리 투수: 센가 고다이(소프트뱅크) 패전 투수: 오세라 다이치(히로시마) 세이브: 야마모토 요시노부(오릭스) 홈런: 퍼시픽 – 모리 도모야(세이부·2회 2점), 아사무라 히데토(라쿠텐·6회 1점), 야마카와 호타카(세이부·6회 1점) 센트럴 – 하라구치 후미히토(한신·9회 2점) |   |   |   |   |   |   |   |   |   |   |   |   |

#### 출장 선수
| 퍼시픽 | 퍼시픽 | 퍼시픽          |
| 타순   | 수비   | 선수            |
| ------ | ------ | --------------- |
| 1      | (중)   | 아키야마 쇼고   |
| 2      | (지)   | 곤도 겐스케     |
| 3      | (二)   | 아사무라 히데토 |
| 4      | (一)   | 야마카와 호타카 |
| 5      | (좌)   | 요시다 마사타카 |
| 6      | (三)   | B. 레어드       |
| 7      | (포)   | 모리 도모야     |
| 8      | (우)   | 오기노 다카시   |
| 9      | (유)   | 모기 에이고로   |
|        | (투)   | 센가 고다이     |

| 센트럴 | 센트럴 | 센트럴            |
| 타순   | 수비   | 선수              |
| ------ | ------ | ----------------- |
| 1      | (二)   | 야마다 데쓰토     |
| 2      | (유)   | 사카모토 하야토   |
| 3      | (중)   | 마루 요시히로     |
| 4      | (우)   | 스즈키 세이야     |
| 5      | (좌)   | 쓰쓰고 요시토모   |
| 6      | (三)   | 오카모토 가즈마   |
| 7      | (지)   | J. 로페즈         |
| 8      | (一)   | 무라카미 무네타카 |
| 9      | (포)   | 아이자와 쓰바사   |
|        | (투)   | 오세라 다이치     |

#### 수상 선수
MVP
- 모리 도모야(세이부)

첫회에 오세라 다이치로부터 선제 2점 홈런을 때려내는 활약을 보였다. 전년도 1차전에 이어 수상했지만 동일 선수가 2년 연속으로 MVP를 수상한 사례는 세이부에서 기요하라 가즈히로(1986년 2차전, 1987년 3차전) 이후 32년 만이다. 타 구단을 포함해도 로베르토 페타지니(당시 야쿠르트 소속, 2000년 1차전, 2001년 2차전) 이후 18년 만이다.
감투 선수상
- 야마카와 호타카(세이부)
- 야마모토 요시노부(오릭스)
- 하라구치 후미히토(한신)

### 2차전

#### 스코어
| 팀 | 1 | 2 | 3 | 4 | 5 | 6 | 7 | 8 | 9 | R  | H  | E |
| 퍼시픽 | 0 | 0 | 3 | 0 | 0 | 0 | 0 | 0 | 0 | 3  | 9  | 0 |
| 센트럴 | 2 | 6 | 1 | 1 | 0 | 0 | 1 | 0 | X | 11 | 20 | 2 |
| 승리 투수: 스가노 도모유키(요미우리) 패전 투수: 야마오카 다이스케(오릭스) 홈런: 퍼시픽 – 요시다 마사타카(오릭스·3회 2점) 센트럴 – 지카모토 고지(한신·1회 1점), 하라구치 후미히토(한신·2회 1점), 우메노 류타로(한신·2회 1점), 쓰쓰고 요시토모(DeNA·2회 3점), 스즈키 세이야(히로시마·4회 1점) |   |   |   |   |   |   |   |   |   |    |    |   |

#### 출장 선수
| 퍼시픽 | 퍼시픽 | 퍼시픽            |
| 타순   | 수비   | 선수              |
| ------ | ------ | ----------------- |
| 1      | (중)   | 니시카와 하루키   |
| 2      | (우)   | Y. 그라시알       |
| 3      | (좌)   | 요시다 마사타카   |
| 4      | (一)   | 야마카와 호타카   |
| 5      | (지)   | A. 데스파이그네   |
| 6      | (三)   | 마쓰다 노부히로   |
| 7      | (二)   | 긴지              |
| 8      | (포)   | 가이 다쿠야       |
| 9      | (유)   | 겐다 소스케       |
|        | (투)   | 야마오카 다이스케 |

| 센트럴 | 센트럴 | 센트럴            |
| 타순   | 수비   | 선수              |
| ------ | ------ | ----------------- |
| 1      | (중)   | 지카모토 고지     |
| 2      | (三)   | 다카하시 슈헤이   |
| 3      | (二)   | 야마다 데쓰토     |
| 4      | (좌)   | 쓰쓰고 요시토모   |
| 5      | (우)   | 스즈키 세이야     |
| 6      | (一)   | J. 로페즈         |
| 7      | (지)   | 하라구치 후미히토 |
| 8      | (포)   | 우메노 류타로     |
| 9      | (유)   | 교다 요타         |
|        | (투)   | 스가노 도모유키   |

#### 수상 선수
MVP
- 지카모토 고지(한신)

1회에 야마오카 다이스케로부터 선두 타자 홈런, 2회에 다카하시 고나로부터 2루타, 3회에 미마 마나부로부터 단타, 7회에 다카하시 레이로부터 3루타를 날리는 등의 활약을 보였는데 1992년 2차전(지바 마린 스타디움)에서 후루타 아쓰야(야쿠르트) 이래 올스타전 역대 두 번째로 사이클링 히트를 달성했다. 또한 5회에도 히라이 가쓰노리로부터 2루타를 날리는 등 5안타를 기록하여 올스타전 한 경기에서의 5안타를 기록한 것은 올스타전 타이 기록이다. 그리고 신인으로서의 선두 타자 홈런은 사상 처음이다. 한신의 야수에 의한 MVP 수상은 2013년 2차전에서 아라이 다카히로 이래 6년 만이자 12번째이다.
감투 선수상
- 쓰쓰고 요시토모(DeNA)
- 다카하시 슈헤이(주니치)
- 요시다 마사타카(오릭스)

마이나비상 & 트위터상
- 하라구치 후미히토(한신)

1차전에서 야마모토 요시노부로부터 2점 홈런, 2차전에서 다카하시 고나로부터 솔로 홈런을 때려내는 등의 활약을 보였다.

## 홈런 더비
|  | 예선              | 예선 |                   |   | 준결승          | 준결승 |               |   | 결승 | 결승 |
|  |                   |      |                   |   |                 |        |               |   |      |      |
|  | 제1경기(7월 12일) |      |                   |   |                 |        |               |   |      |      |
|  |                   |      |                   |   |                 |        |               |   |      |      |
|  | 사카모토 하야토   | 4    |                   |   |                 |        |               |   |      |      |
|  | 사카모토 하야토   | 4    | 제3경기(7월 12일) |   |                 |        |               |   |      |      |
|  | B. 레어드         | 2    |                   |   |                 |        |               |   |      |      |
|  | B. 레어드         | 2    | 사카모토 하야토   | 3 |                 |        |               |   |      |      |
|  | 제2경기(7월 12일) |      | 사카모토 하야토   | 3 |                 |        |               |   |      |      |
|  |                   |      | 요시다 마사타카   | 4 |                 |        |               |   |      |      |
|  | 무라카미 무네타카 | 4    | 요시다 마사타카   | 4 |                 |        |               |   |      |      |
|  | 무라카미 무네타카 | 4    | 제7경기(7월 13일) |   |                 |        |               |   |      |      |
|  | 요시다 마사타카   | 5    |                   |   |                 |        |               |   |      |      |
|  | 요시다 마사타카   | 5    |                   |   | 요시다 마사타카 | 3      |               |   |      |      |
|  | 제4경기(7월 13일) |      |                   |   | 요시다 마사타카 | 3      |               |   |      |      |
|  |                   |      |                   |   |                 |        | 스즈키 세이야 | 4 |      |      |
|  | 쓰쓰고 요시토모   | 6(5) |                   |   |                 |        | 스즈키 세이야 | 4 |      |      |
|  | 쓰쓰고 요시토모   | 6(5) | 제6경기(7월 13일) |   |                 |        |               |   |      |      |
|  | 야마카와 호타카   | 6(2) |                   |   |                 |        |               |   |      |      |
|  | 야마카와 호타카   | 6(2) | 쓰쓰고 요시토모   | 4 |                 |        |               |   |      |      |
|  | 제5경기(7월 13일) |      | 쓰쓰고 요시토모   | 4 |                 |        |               |   |      |      |
|  |                   |      | 스즈키 세이야     | 5 |                 |        |               |   |      |      |
|  | 스즈키 세이야     | 4    | 스즈키 세이야     | 5 |                 |        |               |   |      |      |
|  | 스즈키 세이야     | 4    |                   |   |                 |        |               |   |      |      |
|  | 모리 도모야       | 3    |                   |   |                 |        |               |   |      |      |
|  | 모리 도모야       | 3    |                   |   |                 |        |               |   |      |      |

우승자
- 스즈키 세이야(히로시마)

닛산 노트 e-POWER상
- 스즈키 세이야(히로시마)

## 방송 중계
- 1차전·2차전 모두 TV 아사히 계열인 BS아사히에 생중계하였다.

## 같이 보기
- 일본 프로 야구 올스타전